# 福島県道278号釜子金山線
福島県道278号釜子金山線（ふくしまけんどう278ごう かまこかねやません）は、福島県白河市内を通る一般県道である。

## 路線概要
- 起点：白河市東釜子字北町
- 終点：白河市表郷金山字宇堂
- 総延長：9.113km[1]
  - 実延長：9.101km
- 路線認定年月日：1959年8月31日[2]

### 道路施設
横川橋
- 全長：45.0m
- 幅員：6.8m
- 竣工：1963年[3]

表郷金山字横川にて一級水系阿武隈川水系社川を渡る。橋上は上下対面通行で供用されているが、センターライン、歩道は設置されていない。

## 通過する自治体
- 白河市

## 接続・交差する道路
- 福島県道44号棚倉矢吹線（東釜子字北町 起点）
- 福島県道277号社田浅川線（表郷八幡字上長橋）
- 国道289号（表郷金山字宇堂 終点）

## 沿線
- 白河市役所 東庁舎
- 白河市立釜子小学校
- 白河市立表郷小学校
- 白河市役所 表郷庁舎